# Liste der Naturdenkmale in Hohenstein (Landkreis Reutlingen)
| Naturdenkmale | Anzahl |
| ------------- | ------ |
| FND           | 0      |
| END           | 9      |
| Gesamt        | 9      |

Die Liste der Naturdenkmale in Hohenstein nennt die verordneten Naturdenkmale (ND) der im baden-württembergischen Landkreis Reutlingen liegenden Gemeinde Hohenstein. In Hohenstein gibt es insgesamt 9 als Naturdenkmal geschützte Objekte, keines ist ein flächenhaftes Naturdenkmal (FND), alle sind Einzelgebilde-Naturdenkmale (END).
Stand: 31. Oktober 2016.

## Einzelgebilde (END)
| Name                                     | Bild | Kennung     | Einzelheiten | Position | Fläche Hektar | Datum         |
| ---------------------------------------- | ---- | ----------- | ------------ | -------- | ------------- | ------------- |
| Eiche Uracher Wiesen                     |      | 84150900026 | Hohenstein   | ⊙        | 0,0           | 24. Juli 2015 |
| Eichen im Michelbuch                     | BW   | 84150900030 | Hohenstein   | ⊙        | 0,0           | 24. Juli 2015 |
| Fichte Lange Heidäcker                   |      | 84150900034 | Hohenstein   | ⊙        | 0,0           | 24. Juli 2015 |
| Linde Auf dem Anger                      | BW   | 84150900033 | Hohenstein   | ⊙        | 0,0           | 24. Juli 2015 |
| Linde im Ulmenweg                        | BW   | 84150900032 | Hohenstein   | ⊙        | 0,0           | 24. Juli 2015 |
| Mehlbeerbaum Reifenbrünnele              | BW   | 84150900027 | Hohenstein   | ⊙        | 0,0           | 24. Juli 2015 |
| Rosskastanien Mändlensäcker              | BW   | 84150900031 | Hohenstein   | ⊙        | 0,0           | 24. Juli 2015 |
| Steinlinden Gedenkstätte Ödenwaldstetten |      | 84150900035 | Hohenstein   | ⊙        | 0,0           | 24. Juli 2015 |
| Weidbuchen und Wetterfichte Heidäcker    |      | 84150900029 | Hohenstein   | ⊙        | 0,0           | 24. Juli 2015 |
| Legende für Naturdenkmal                 |      |             |              |          |               |               |